# Kuttjärnen, Västerbotten
Kuttjärnen är en sjö i Skellefteå kommun i Västerbotten och ingår i Skellefteälvens huvudavrinningsområde.